# Washington Union Station

Die Washington Union Station ist der Hauptbahnhof der Hauptstadt der Vereinigten Staaten, Washington, D.C.

## Geografische Lage

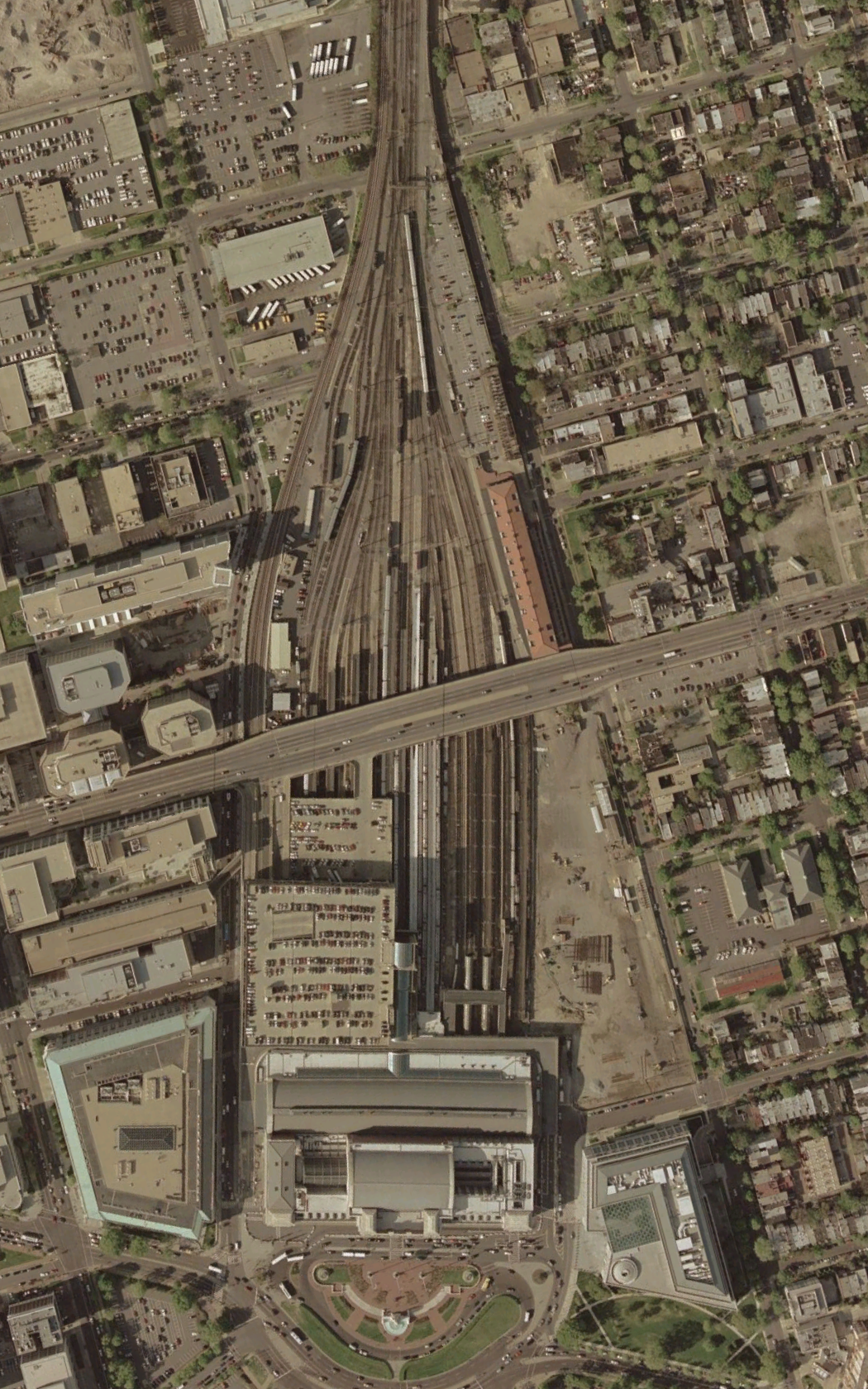
Luftaufnahme der Lage des Bahnhofs im Straßennetz von Washington, D.C.

Der Bahnhof liegt im Zentrum von Washington, D.C., und ist überwiegend als Kopfbahnhof konzipiert. Städtebaulich ist das Empfangsgebäude mit seiner Hauptfassade auf das Kapitol ausgerichtet, das fünf Straßenblöcke entfernt liegt. Der Platz vor dem Haupteingang, Columbus Circle, ist mit einem Brunnen dekoriert. Auf ihn und das Empfangsgebäude laufen drei Straßenachsen fächerförmig zu. Eine weitere Straßenachse verläuft zwischen Columbus Circle und Empfangsgebäude. Dessen Umgebung ist teilweise als Grünanlage gestaltet, was das Gebäude monumentaler wirken lässt.

## Geschichte

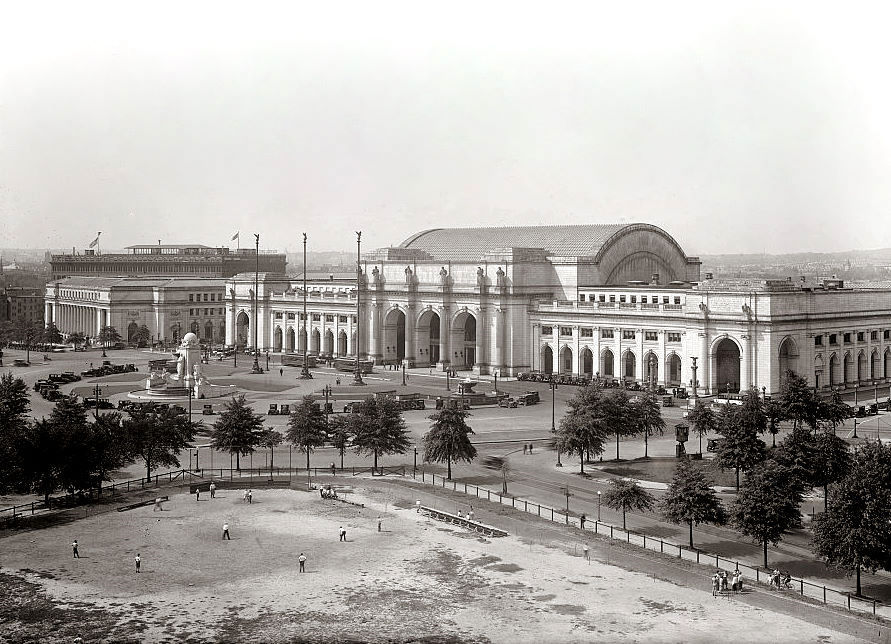
Union Station 1925

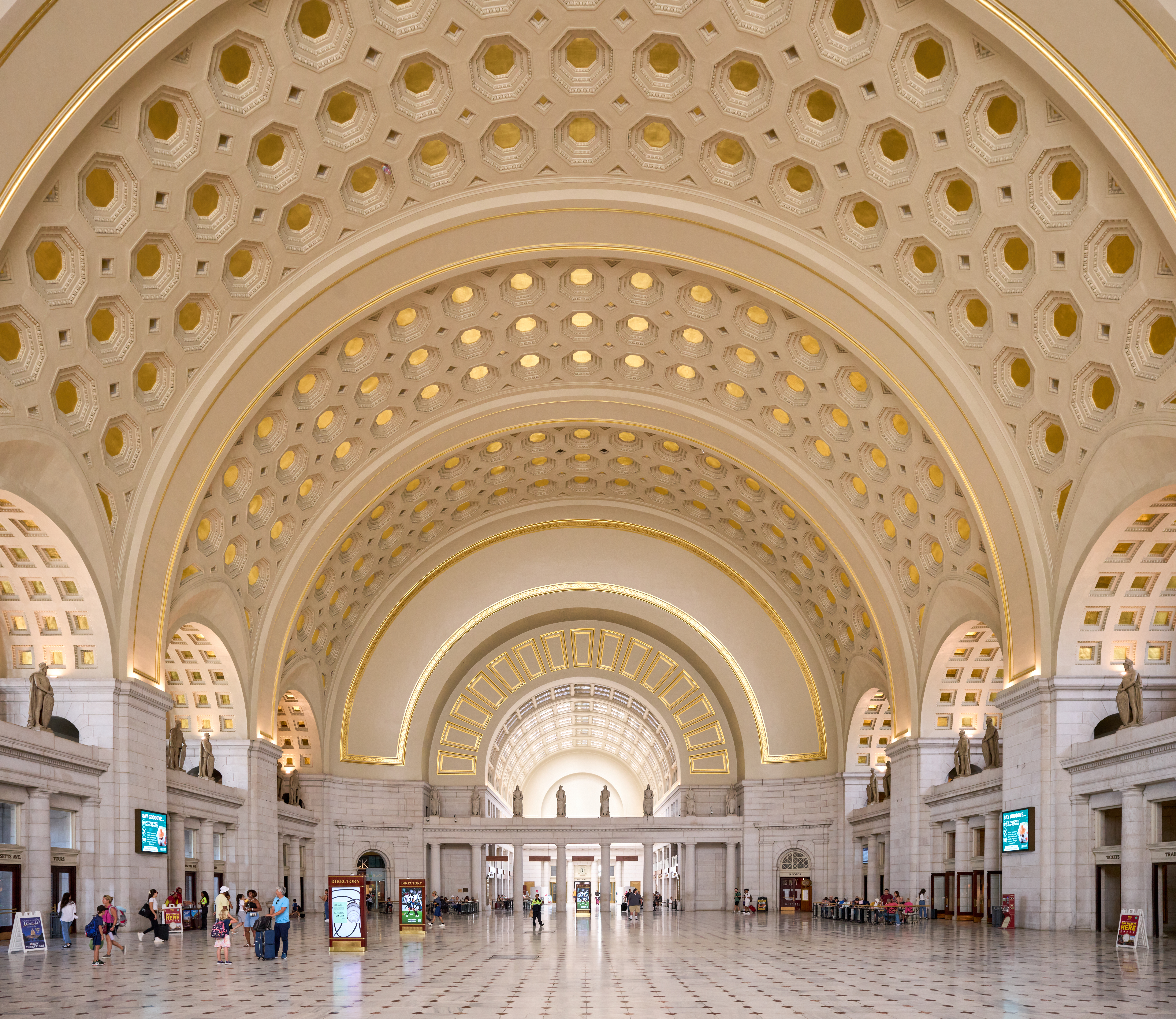
Haupthalle

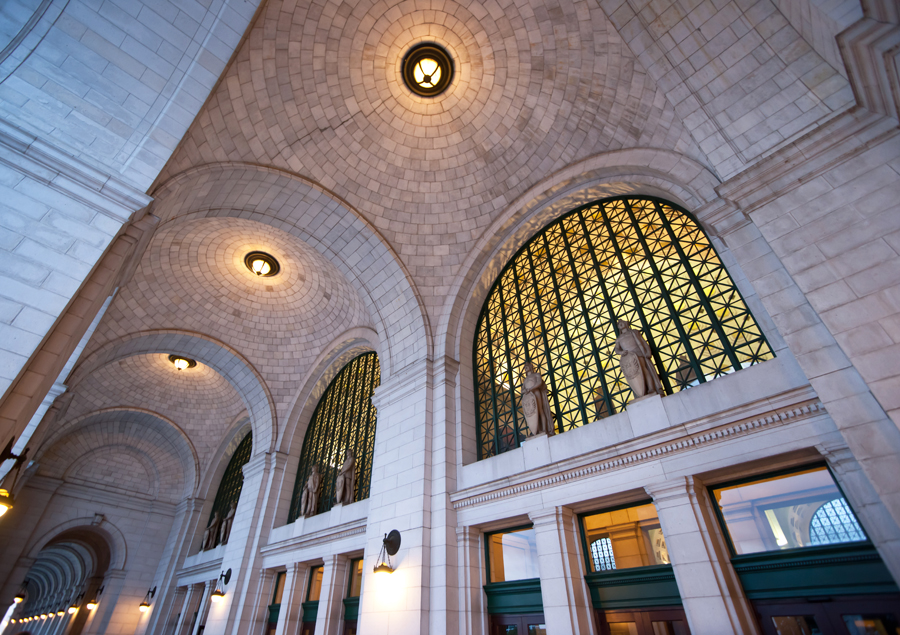
Eingangsbereich

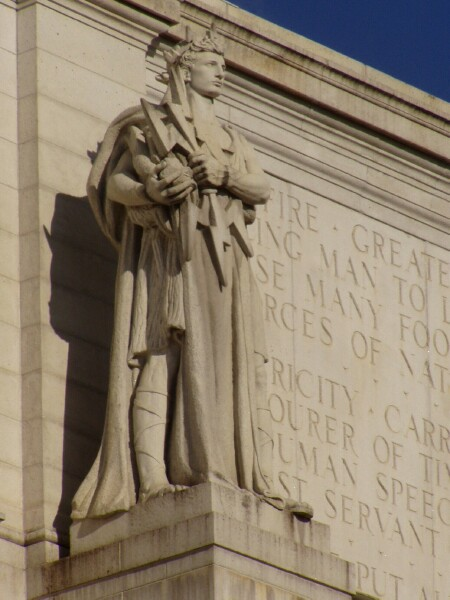
Thales (Elektrizität) von Louis St. Gaudens über dem Haupteingang

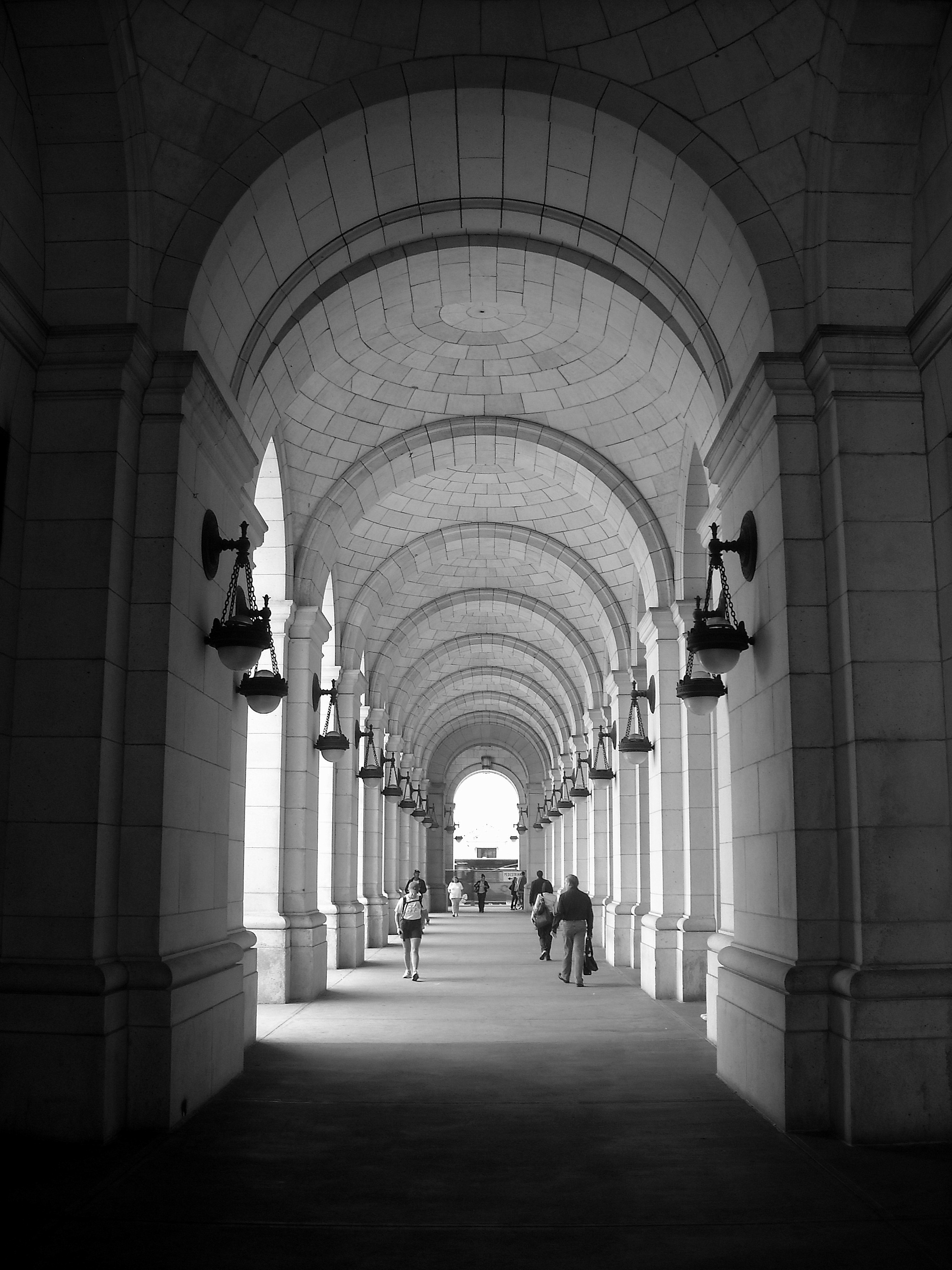
Arkaden

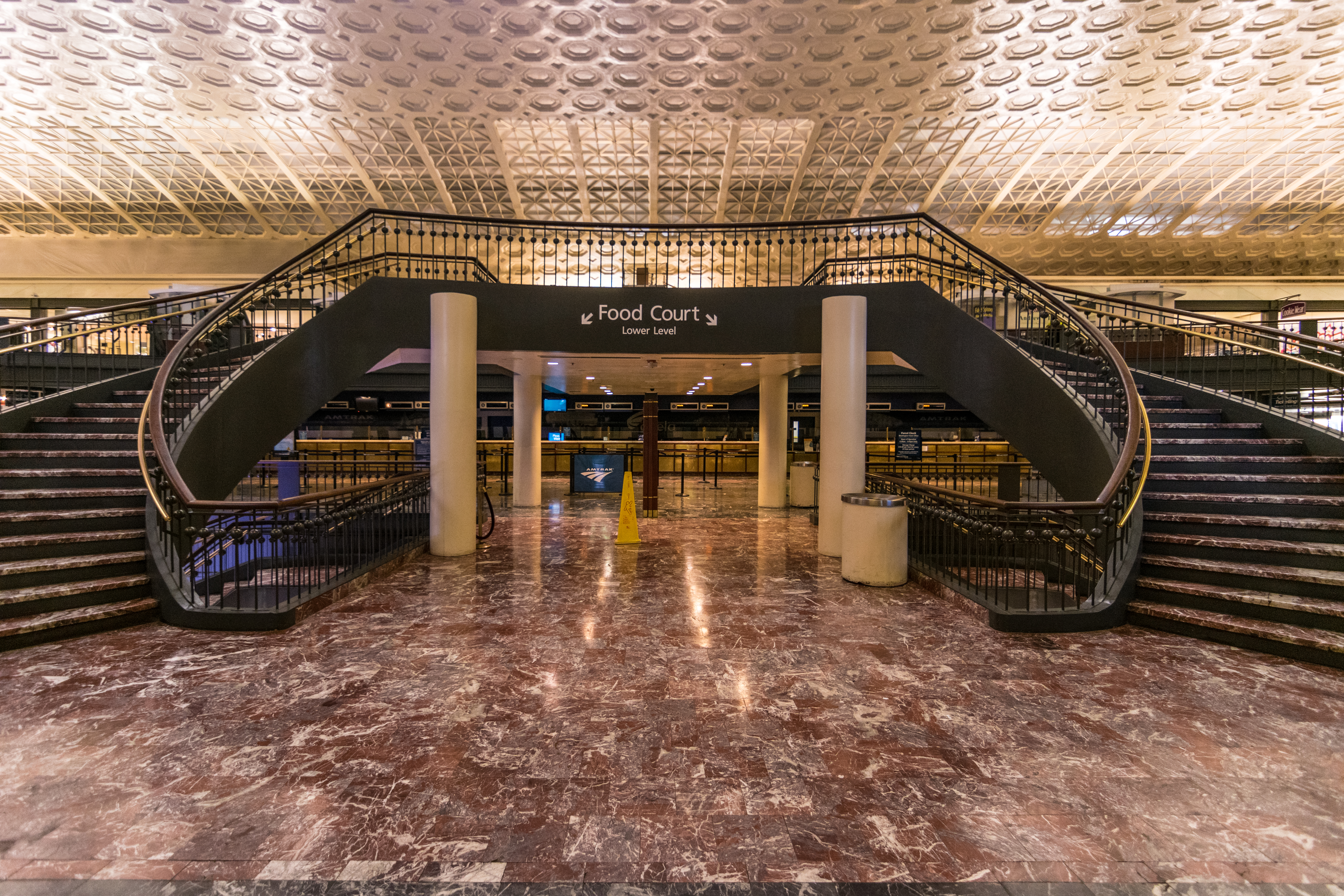
”Food court” im Bahnhof

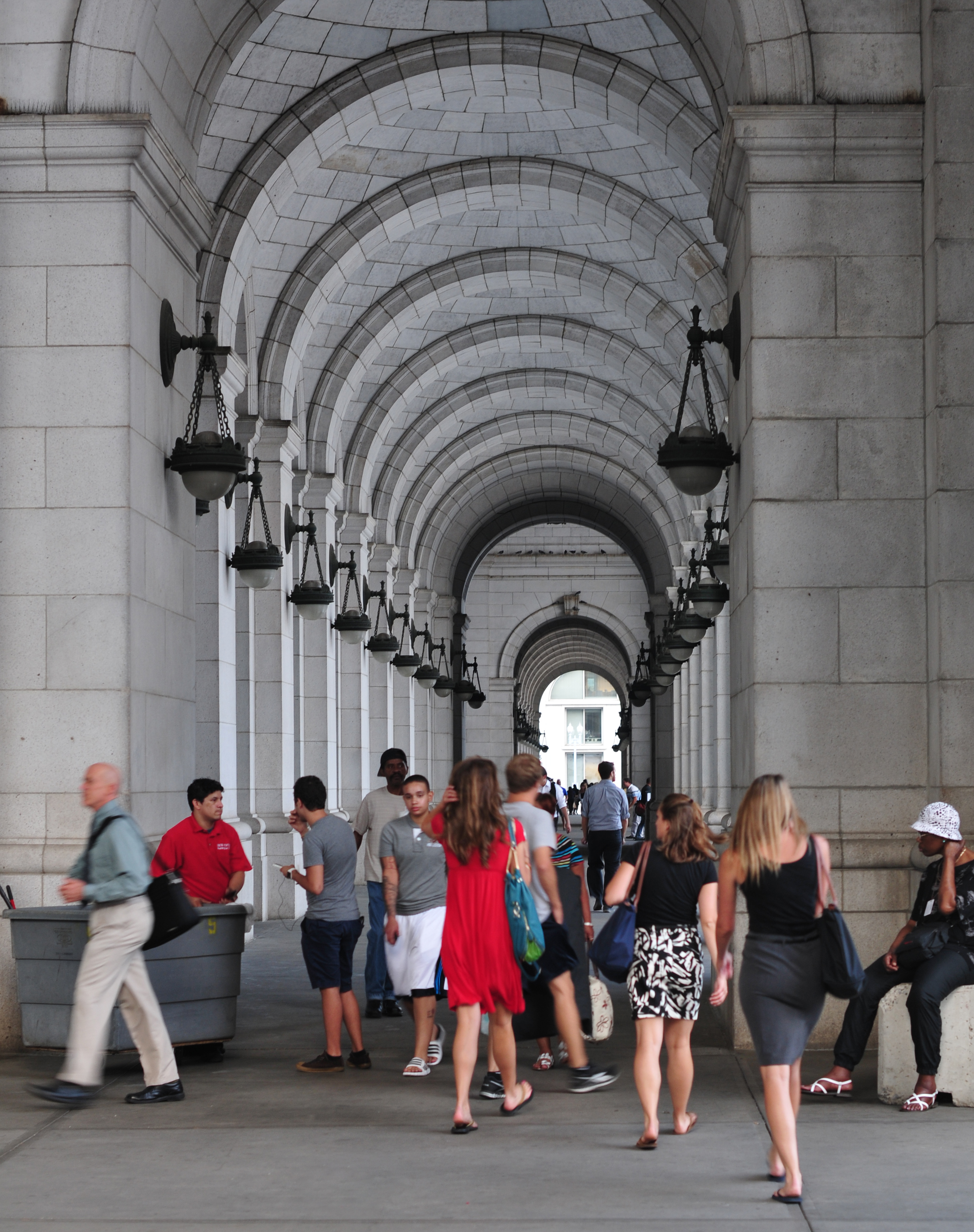
Arkadengang am Ausgang der Metro

Der Bahnhof wurde von der Pennsylvania Railroad und der Baltimore and Ohio Railroad errichtet. Bis dahin besaß Washington nur Bahnhöfe einzelner Bahngesellschaften. Deren Zufahrtsgleise verliefen zudem streckenweise im öffentlichen Straßenraum, was an der Wende zum 20. Jahrhundert kaum noch vertretbar war. Der neue Bahnhof behob auch dieses Problem.

### Architektur
Das Empfangsgebäude wurde von dem Architekten Daniel Burnham in neoklassizistischem Stil konzipiert. Die Hauptfassade ist nach Motiven des Konstantinbogens gestaltet und mehr als 200 Meter lang. Sie gliedert sich in den mittleren Teil, der einem römischen Triumphbogen nachempfunden ist und mit zwei abschließenden Seitenpavillons durch Arkaden verbunden ist. Die Haupthalle ist den Diokletiansthermen nachempfunden und mehr als 30 Meter hoch.
Die Ausstattung ist prächtig. Figürliche Dekoration im Stil der Beaux-Arts, insbesondere von Augustus Saint-Gaudens, Blattgold und Marmor wurden reichlich verwendet. Zu dem Figurenprogramm gehört die allegorische Figurengruppe im Zentrum der Fassade. Sie stellt den „Fortschritt des Eisenbahnwesens“ dar: Prometheus (Feuer), Thales (Elektrizität), Themis (Freiheit und Gerechtigkeit), Apollon (Phantasie und Einfallsreichtum), Archimedes (Mechanik) und Ceres (Landwirtschaft). Dass hier die Landwirtschaft und nicht der Handel dargestellt ist, wurde von der entsprechenden Lobby durchgesetzt. Saint-Gaudens schuf darüber hinaus die Figuren von 26 Centurionen, die die Haupthalle dekorieren.
Der Bahnhof war mit allen Einrichtungen eines zentralen Großstadtbahnhofs ausgerichtet – sogar eine Leichenhalle und eine Suite für den Präsidenten fehlte nicht. Letztere wurde im Ersten Weltkrieg vom Roten Kreuz genutzt.

### Nutzung
Die Washington Union Station wurde am 27. Oktober 1907 eröffnet. Außer den beiden Bahngesellschaften, die den Bahnhof errichtet hatten, fuhren auch Züge der Southern Railway und der Richmond, Fredericksburg and Potomac Railroad den Bahnhof an. Der Höhepunkt des Betriebes fand hier während des Zweiten Weltkriegs statt. Damals nutzten den Bahnhof mehr als 200.000 Reisende pro Tag. Am 15. Januar 1953 kam es in dem Bahnhof zu einem spektakulären Eisenbahnunfall, als ein aus Boston kommender Zug wegen Bremsversagen den Prellbock überfuhr und dessen Lokomotive erst in der Haupthalle zum Stehen kam, wo sie durch ihr hohes Gewicht in den Keller einbrach. Bei dem Vorfall wurde erstaunlicherweise niemand ernsthaft verletzt. 
Mit dem Niedergang des Eisenbahnwesens in den Vereinigten Staaten in den 1950er Jahren verlor der Bahnhof schnell an Bedeutung. Für den verbleibenden Verkehr war das Empfangsgebäude völlig überdimensioniert. Baulich verfiel es. Für die Feierlichkeiten zum 200-jährigen Bestehen der USA 1976 wurde es Anfang der 1970er Jahre als zentrales Besucherzentrum gestaltet. Dessen Akzeptanz war aber begrenzt und so wurde das Besucherzentrum 1978 wieder geschlossen, als die baulichen Mängel des Gebäudes so bedrohliche Ausmaße annahmen, dass Teile einsturzgefährdet waren.
Der Bahnhof wurde von 1981 bis 1989 grundlegend saniert. Dabei wurden Flächen, die durch veränderten Eisenbahnbetrieb nicht mehr benötigt wurden, anderen Nutzungen zugeführt. So wurde z. B. in den Räumen der ehemaligen Gepäckabfertigung ein Food-Court eingerichtet. Das Dach wurde grundlegend erneuert und auch verändert, so dass die Oberlichter heute kein Tageslicht mehr durchlassen. Dieses wurde durch künstliche Beleuchtung ersetzt. In der Fassung, wie der Bahnhof 1989 wiedereröffnet wurde, präsentiert er sich auch heute noch. Das Bahnhofsgebäude ist als Kulturdenkmal mit nationaler Bedeutung klassifiziert.

## Heutige Nutzung
Die Empfangsgebäude der Union Station gehört einem gemeinnützigen Unternehmen, der Union Station Redevelopment Corporation, die es mit einem lang laufenden Vertrag an die Ashkenazy Acquisition Corporation verpachtet hat. Betreut wird das Gebäude von Jones Lang LaSalle.
Die Washington Union Station hat in zwei Ebenen 18 Bahnsteige mit 22 Gleisen. Deren Nummerierung ist etwas bizarr: Die Gleise der oberen Ebene tragen die Nummern 7 bis 20, die der unteren Ebene die Nummern 22–29. Die Züge verlassen den Bahnhof von der unteren Ebene durch einen Tunnel. Ausschließlich hier gibt es einige Durchgangsgleise. Alle anderen Gleise im Tiefbahnhof sowie alle Gleise der oberen Ebene enden hier.
Für Park-and-Ride-Fahrgäste gibt es 2.448 Parkplätze für Pkw und 180 für Fahrräder. Der Bahnhof ist südlicher Endpunkt des Northeast Corridor. Er ist auch Hauptsitz von Amtrak, die Regional- und Fernverkehr anbietet, darunter die Züge des Acela Express. Diese starten von hier aus in den Norden und die Fernverkehrszüge Capitol Limited, Crescent, Palmetto und Silver Service. Weiter verkehren hier Regional- und Vorortzügen von MARC Train und Virginia Railway Express. Darüber hinaus befindet sich unter dem Westflügel der Washington Union Station ein Haltepunkt gleichen Namens der „Roten Linie“ der U-Bahn von Washington, D.C., der Washington Metro. Es ist deren am stärksten frequentierter Bahnhof. Auch wird die Washington Union Station von verschiedenen städtischen Buslinien angefahren und beherbergt seit 2011 auch einen Fernbusbahnhof. Nördlich des Bahnhofs auf der Straßenbrücke der H Street befindet sich außerdem eine der beiden Endstationen der einzigen Straßenbahnlinie der Stadt.
Darüber hinaus enthält der riesige Komplex des Empfangsgebäudes zahlreiche Freizeiteinrichtungen, insbesondere Geschäfte und Restaurants. Insgesamt – einschließlich der Reisenden – zählt der Bahnhof heute 32 Mio. Besucher im Jahr.
Unmittelbar nördlich des Bahnhofs liegt ein Bahnbetriebswerk von AMTRAK für den Unterhalt der Acela-Züge, wo auch Wartungsarbeiten für andere Eisenbahnverkehrsunternehmen durchgeführt werden.

## Weiter Wissenswert
Die eindrucksvolle Architektur des Bahnhofs wurde in einer Reihe von Filmen als Kulisse verwendet. Dazu zählen:
- Mr. Smith geht nach Washington
- Der Fremde im Zug
- Fliegende Untertassen greifen an – hier wird der Bahnhof zum Teil zerstört
- Hannibal (2001)
- Der Einsatz
- Collateral Damage – Zeit der Vergeltung
- The Sentinel – Wem kannst du trauen?
- Ein Präsident für alle Fälle
- Die Hochzeits-Crasher
- sowie in verschiedenen Episoden der Fernsehserie The West Wing – Im Zentrum der Macht

Auch in literarischer Hinsicht fand der Bahnhof Erwähnung:
- Margaret Truman Daniel: Murder at Union Station. 2004. ISBN 0-345-44490-6